# كو يامادا
كو يامادا (باليابانية: 山田亘؛ بالكانا: やまだ こう) هو مصور ياباني، ولد في 6 فبراير 1964 في ناغويا في اليابان.